# Mitophis leptepileptus
Mitophis leptepileptus — вид змій родини струнких сліпунів (Leptotyphlopidae). Ендемік Гаїті.

## Поширення і екологія
Mitophis leptepileptus відомі з типової місцевості, розташованої на півдні острова Гаїті. Вони живуть в сухих тропічних лісах.

## Збереження
МСОП класифікує цей вид як такий, що перебуває на межі зникнення. Mitophis leptepileptus загрожує знищення природного середовища.